# ブラックボード (映画)
『ブラックボード』は、1986年公開の日本映画。新藤兼人監督がいじめ問題および少年犯罪を描いた作品。
劇中、合間に評論家の言葉を挿入するという手法をとっている。また、主演の辻輝猛はこれがデビュー作である。
『いとしのエリー』や『青い空の心』『JAPANEGGAE』など、サザンオールスターズの曲が全編に流れている。また、イメージソングとして一世風靡セピアのメンバーだった松村冬風の『Weakenな告白』が起用されたが、本編では使用されなかった。

## あらすじ
ある初夏の日、川底から1人の少年の死体が発見される。被害者は中学3年生の安井猛と判明する。警察の捜査の結果、猛の同級生である槙田五郎と杉原義夫が犯人として逮捕される。世間は騒然となり、彼らの通う中学校にはマスコミが大挙して押し寄せる。五郎と義夫はあっさりと犯行を認めるが、その後、新聞記者の三上の調べによって、猛の2人に対するすさまじいいじめの実態が明らかとなる。

## スタッフ
- 監督・脚本：新藤兼人
- プロデューサー：高島道吉、遠藤雅也、新藤次郎
- 撮影：三宅義行
- 音楽：林光
- 美術：重田重盛
- 録音：武進
- 編集：近藤光雄
- 照明：山下進
- 助監督：山本伊知郎
- ロケ協力：鎌倉市立大船中学校
- 現像：IMAGICA
- MA：東宝サウンドスタジオ
- 製作者：小野岩雄
- 企画：森川英太朗
- 製作：地域文化推進の会、電通
- 配給：近代映画協会
- イメージソング：「Weakenな告白」松村冬風

## キャスト
- 安井猛：辻輝猛
- 安井波江：乙羽信子
- 槙田五郎：南渕一輝
- 杉原義夫：阿部征夫
- 矢沢智子：佐野量子
- 三上（新聞記者）：宅麻伸
- 警部補：森本レオ
- 校長：財津一郎
- 教頭：井川比佐志
- 富田実：田中隆三
- バードウォッチャー（目撃者）：殿山泰司
- 安井恵子：大村美樹
- 相沢圭子：川上麻衣子
- 岩上順子：初井言榮
- 清瀬（体育教師）：辻萬長[1]
- 犬と散歩する主婦（遺体発見者）：吉行和子
- 赤塚行雄、俵萌子
- 桜井センリ、戸浦六宏、白川和子、森塚敏、石井富子、草野大悟、江角英明、伊藤敏八、江藤漢、平野稔、竜のり子、広瀬昌助、千葉裕子、大地康雄、及川以造、園みどり ほか